# Alex Colon
Alex Colon (San Juan, 26 gennaio 1941 – Los Angeles, 6 gennaio 1995) è stato un attore portoricano.

## Biografia
Nato e cresciuto a Porto Rico, ebbe una figlia. Il suo ultimo lavoro cinematografico è Getaway del 1994, poiché morì l'anno dopo, poco prima di compiere 54 anni, dopo una lunga malattia.

## Filmografia parziale

### Cinema
- La croce e il coltello (The Cross and the Switchblade), regia di Don Murray (1970)
- Due supercolt a Brooklyn (The Super Cops), regia di Gordon Parks (1974)
- Harry e Tonto (Harry and Tonto), regia di Paul Mazursky (1974) - non accreditato
- Invasion U.S.A., regia di Joseph Zito (1985)
- Massima copertura (Deep Cover), regia di Bill Duke (1992)
- Getaway (The Getaway), regia di Roger Donaldson (1994)

### Televisione
- Kojak – serie TV, episodio 2x04 (1974)
- ABC Afterschool Specials – serie TV, episodi 1x03-3x06 (1972-1975)
- Le strade di San Francisco (The Streets of San Francisco) – serie TV, episodio 4x09 (1975)
- Tarantulas: il volo della morte (Tarantulas: The Deadly Cargo), regia di Stuart Hagmann – film TV (1977)

- La signora in giallo (Murder, She Wrote) – serie TV, episodio 8x19 (1992)